# مايك باس
مايك باس (بالإنجليزية: Mike Bass)‏ هو لاعب كرة قدم أمريكية أمريكي، ولد في 31 مارس 1945 في يبسيلانتي في الولايات المتحدة.

## وصلات خارجية
- مايك باس على موقع مرجع كرة القدم المحترفة.كوم (الإنجليزية)
- مايك باس على موقع IMDb (الإنجليزية)